# Залог семейного счастья
«Залог семейного счастья» (англ. What Makes a Family) — телевизионная драма 2001 года режиссёра Мегги Гринволд.

## Сюжет
Фильм основан на реальных событиях. Жанин и Сэнди — семейная пара. Они решили завести ребёнка. С помощью искусственного осеменения Сэнди забеременела и родила Хизер. Но семейное счастье было недолгим. У Сэнди обнаружили системную волчанку. Через несколько лет, в течение которых Жанин поддерживала партнёршу, Сэнди умирает. Родители Сэнди после смерти дочери хотят взять Хизер под свою опеку. С помощью адвоката, Тедди Харрисон, Жанин удаётся отстоять права на ребёнка. Одним из решающих факторов стала видеозапись Сэнди, на которой она признаётся в любви к Жанин и Хизер и желает, чтобы они всегда оставались семьёй.

## Актёрский состав
| В ролях       |  | Персонаж       |
| ------------- |  | -------------- |
| Брук Шилдс    |  | Жанин Нильсен  |
| Черри Джонс   |  | Сэнди Каталди  |
| Вупи Голдберг |  | Тедди Харрисон |
| Энн Мира      |  | Эвелин Каталди |
| Эл Воксмен    |  | Фрэнк Каталди  |

## Награды
Фильм получил следующие награды:
| Награды            | Награды | Награды           | Награды              | Награды                 |
| ------------------ | ------- | ----------------- | -------------------- | ----------------------- |
| Фестиваль / Премия | Год     | Награда           | Категория            | Победитель              |
| GLAAD Media Awards | 2002    | GLAAD Media Award | Outstanding TV Movie | Залог семейного счастья |